# Infundibulicybe geotropa
Tête-de-moine
Espèce

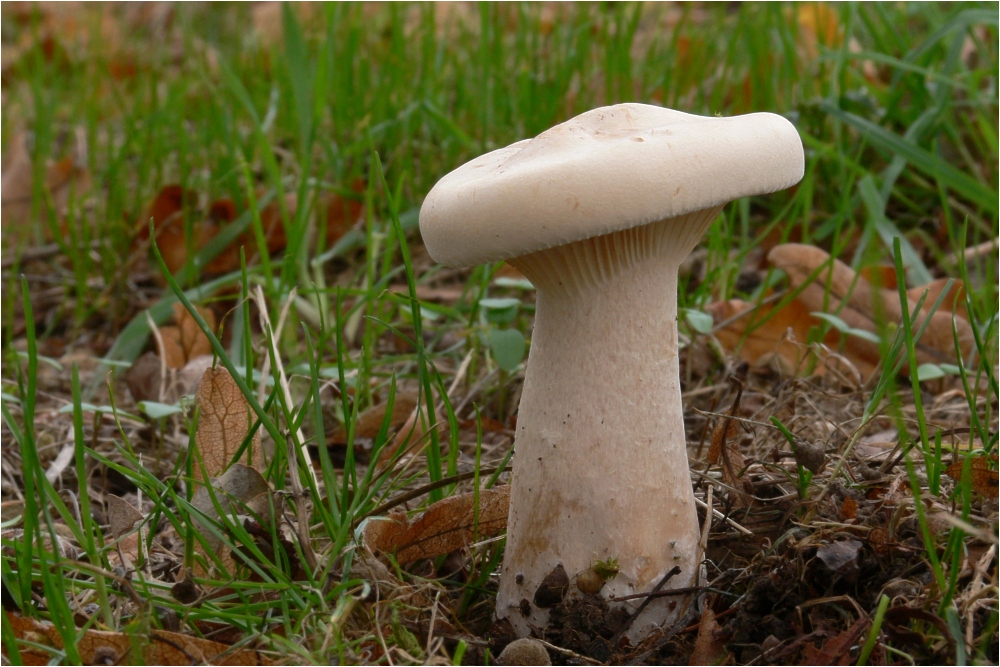
Infundibulicybe geotropa.

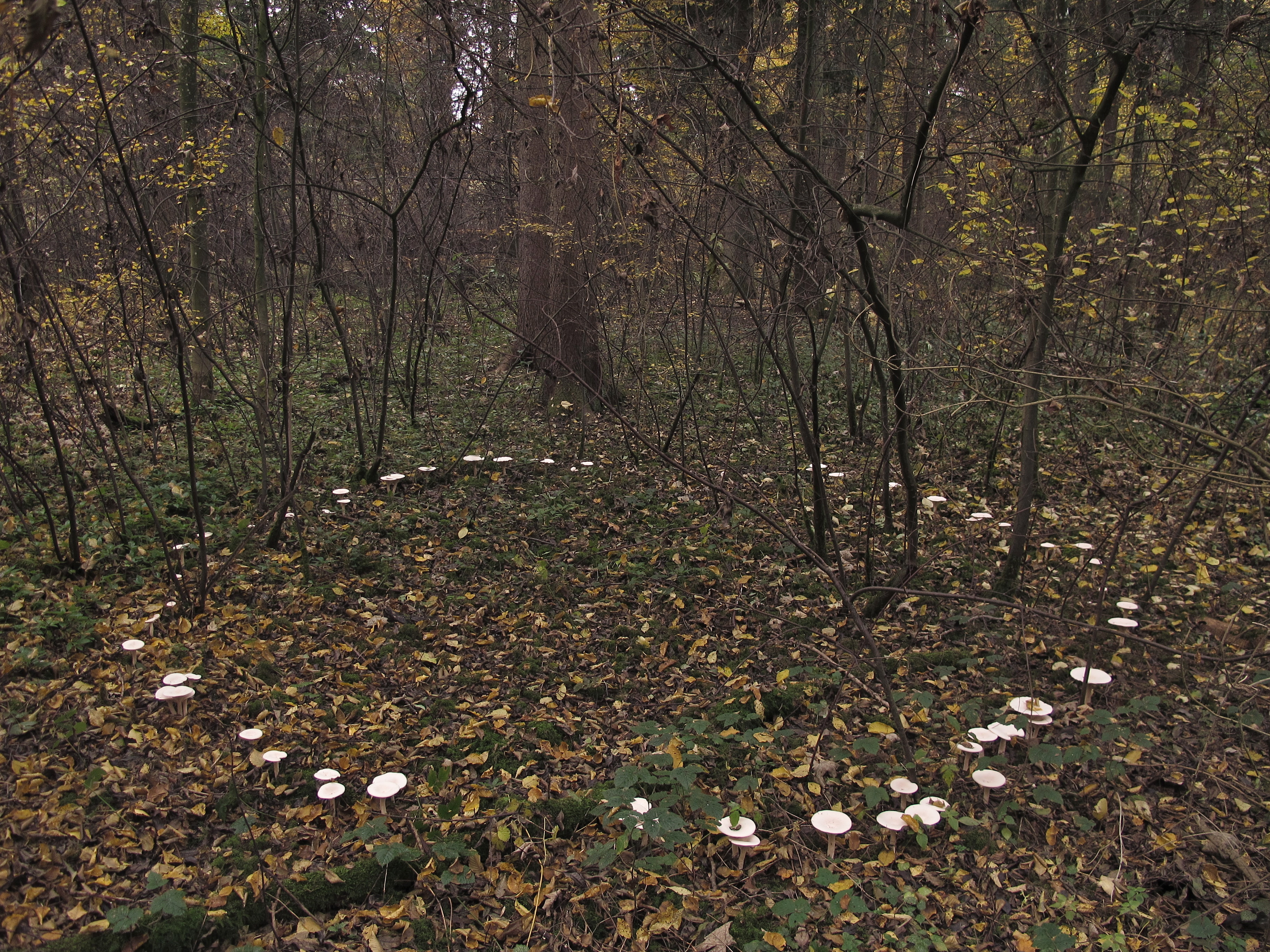
Infundibulicybe geotropa, formation annulaire.

Infundibulicybe geotropa, la Tête-de-moine, est une espèce de champignons basidiomycètes du genre Infundibulicybe (genre placé par la phylogénétique entre deux clades : Marasmioïde et Tricholomatoïde).

## Description
Hyménophore : chapeau de 7 à 20 cm, à l'état juvénile présente un aspect en forme de quille, puis il devient convexe à vaguement conico-campanulé devenant ensuite adulte plat et mamelonné puis se creusant en entonnoir, à marge lisse se fissurant à l'humidité, il se développe généralement en groupes de quelques individus, en cercles ou en lignes.
Cuticule : de couleur crème à beige ou cannelle à brun clair voire ocre pâle
Lames : fines et fortement décurrentes, à lamelles ou lamellules intercalées, de couleur crème à beige
Stipe : pied : solide, fibreux en surface, d'abord très renflé en forme de quille puis s'affinant et s'étirant en restant plus épais vers la base qui est feutrée, de même couleur que le chapeau; le pied ne porte pas d'anneau.
Sporée : spores blanches
Odeur : cyanique ou de flouve (comme certains foins odorants) intense et parfois lourde, parfois mêlée à de vagues relents fétides sur la fin.

## Habitat
Il pousse sur le sol dans les forêts caducifoliées jusqu'aux premières gelées, bois de feuillus bien aérés, en lisière et clairière de ceux-ci, mais aussi dans les prairies les bordant, plus rarement sous résineux, il apprécie les sols calcaires.

## Comestibilité
C'est un comestible de valeur moyenne, dont le pied fibreux et généralement rejeté, devient assez coriace s'il n'est pas dégusté à l'état juvénile.

## Répartition
Europe.

## Systématique
Le nom correct complet (avec auteur) de ce taxon est Infundibulicybe geotropa (Bull. ex DC.) Harmaja, 2003.
L'espèce a été initialement classée dans le genre Agaricus sous le basionyme Agaricus geotropus Bull. ex DC., 1805.
Infundibulicybe geotropa a pour synonymes :
- Agaricus geotropus Bull. ex DC., 1805
- Agaricus stereopus Pers., 1828
- Clitocybe geotropa (Bull. ex DC.) Quél., 1872
- Clitocybe gilva var. geotropa (Bull. ex DC.) P.Kumm., 1871

## Publication originale
- Harri Harmaja, « Notes on Clitocybe s. lato (Agaricales) », Annales Botanici Fennici, vol. 40,‎ 2003, p. 213-218 (ISSN 0003-3847, lire en ligne)